# Tiwol Chan Mat
Tiwol Chan Mat o Tiwohl Chan Mat (648 - 680) fue un miembro de la nobleza maya del ajawlel o señorío de B'aakal, cuya sede principal era Lakam Ha', actualmente conocida como la zona arqueológica de Palenque, en el estado mexicano de Chiapas. Es también referido como Batz' Chan Mat.

## Registros biográficos
Fue hijo del ahau K'inich Janaab' Pakal o Pakal “el Grande” y Tz'akbu Ajaw. Sus hermanos fueron K'inich Kan Balam II y K'inich K'an Joy Chitam II. Se casó con Ix Kinuuw Mat, quien, al igual que su madre, era originaria de Ux Te' K'uh, por lo que se cree que el matrimonio fue concertado para reforzar los vínculos con la familia real, ya que esta población había sido atacada por B'ahlam Ajaw, señor de Tortuguero, quien se había escindido de la dinastía real de B'aakal tras las muertes de Aj Ne' Ohl Mat y Pakal “el Viejo” y la derrota infligida por  K'uhul Kaan Ajawel, señor de Kaan, cuya sede era Calakmul.
De acuerdo a la cuenta larga del calendario maya, el 9.14.10.4.2 9 ik 5 kayab, equivalente al 13 de septiembre de 678, fue padre de K'inich Ahkal Mo' Naab III, quien años más tarde gobernaría el señorío de B'aakal. Tiwol Chan Mat murió dos años, tres meses y días después, en la fecha 9.12.8.9.18 7 etz'nab 6 muwan, equivalente al 23 de diciembre de 680, cuando Pakal “el Grande” aún vivía.
Su retrato se encuentra tallado en el tablero de los esclavos en donde, en una escena imaginaria, él y su esposa realizan la entronización de su hijo Ahkal Mo' Naab III. Es probable que también haya sido padre de Upakal K'inich Janaab' Pakal.